# Masseng
Masseng est un village de la Région du Littoral du Cameroun, situé dans la commune d'Édéa IIe. Situé à 64 km d'Edéa, on y accède sur la route qui lie Edéa à Ngambe.

## Population et développement
En 1967, la population de Masseng était de 62 habitants. La population de Masseng était de 67 habitants dont 40 hommes et 27 femmes, lors du recensement de 2005. Elle est essentiellement composée de Bassa. 